# 科羅斯特希夫區

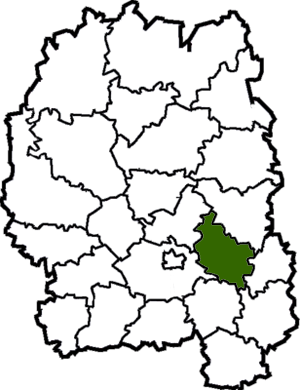
撤销前科羅斯特希夫區在日托米爾州的位置

科羅斯特希夫區（烏克蘭語：Коростишівський район）曾是烏克蘭日托米爾州的一個區，位於該國北部，行政中心設於科羅斯特希夫，面積974平方公里，2015年人口40,521，人口密度每平方公里42.2人。
该区在2020年7月18日的乌克兰行政区划改革中被撤销，改革后日托米爾州下分为4个区。科羅斯特希夫區合并至日托米爾區。
50°18′53″N 29°3′58″E / 50.31472°N 29.06611°E